# Camissecla melma
Camissecla melma is een vlinder uit de familie van de Lycaenidae. De wetenschappelijke naam van de soort werd als Thecla melma in 1913 gepubliceerd door Schaus.